# Фламуртарі (Вльора)
«Фламуртарі» (алб. Flamurtari Vlorë) — албанський футбольний клуб із Вльори, заснований 1923 року. Виступає у найвищому дивізіоні Албанії.

## Досягнення
Чемпіонат Албанії
- Чемпіон (1): 1991

Кубок Албанії
- Володар кубка (4): 1985, 1988, 2009, 2014

Суперкубок Албанії
- Володар кубка (2): 1990, 1991

Кубок Спартака (розігрували у 1950-х між клубами топ-дивізіону)
- Володар кубка (1): 1954

## Виступи в єврокубках
| Сезон     | Змагання                     | Раунд | Суперник            | Вдома | На виїзді |
| --------- | ---------------------------- | ----- | ------------------- | ----- | --------- |
| 1985—1986 | Кубок володарів кубків       | 1Р    | ГІК                 | 1–2   | 2–3       |
| 1986—1987 | Кубок УЄФА                   | 1Р    | Барселона           | 1–1   | 0–0       |
| 1987—1988 | Кубок УЄФА                   | 1Р    | Партизан            | 2–0   | 1–2       |
| 1987—1988 | Кубок УЄФА                   | 2Р    | Вісмут Ауе          | 2–0   | 0–1       |
| 1987—1988 | Кубок УЄФА                   | 1/16  | Барселона           | 1–0   | 1–4       |
| 1988—1989 | Кубок володарів кубків       | 1Р    | Лех Познань         | 2–3   | 0–1       |
| 1990—1991 | Кубок володарів кубків       | 1Р    | Олімпіакос          | 0–2   | 1–3       |
| 1991—1992 | Кубок Європейських чемпіонів | 1Р    | Гетеборг            | 1–1   | 0–0       |
| 1996—1997 | Кубок володарів кубків       | КР    | Футура              | 0–2   | 0–1       |
| 2009—2010 | Ліга Європи                  | 2КР   | Мотервелл           | 1–0   | 1–8       |
| 2011—2012 | Ліга Європи                  | 1КР   | Будучност Подгориця | 1–2   | 3–1       |
| 2011—2012 | Ліга Європи                  | 2КР   | Бауміт Яблонець     | 0–2   | 1–5       |
| 2012—2013 | Ліга Європи                  | 1КР   | Будапешт Гонвед     | 0–1   | 0–2       |
| 2014—2015 | Ліга Європи                  | 1КР   | Сіоні               | 1–2   | 3–2       |
| 2014—2015 | Ліга Європи                  | 2КР   | Петролул            | 1–3   | 0–2       |